# Nikólaos Lukanis
Nikólaos Lukanis (illa de Zacint segle xvi - ? segle xvi), fou un humanista del Renaixement grec.
Fou un dels primers alumnes de Gimnàs grec fundat pel Lleó X a Roma per consell de Ianos Laskaris. Per tant, Lukanis degué haver fet els seus estudis a Itàlia i posteriorment deuria formar part de la colònia grega de Roma i de Venècia.
El mes de maig de 1526 va publicar, a Venècia, una traducció de la Ilíada d'Homer al grec modern, que es considera que és un dels primers textos literaris publicats en llengua neogrega (mentre la majoria dels erudits grecs contemporanis seus escrivien en koiné). L'obra fou impresa per Mestre Stefano Nicolini da Sabbio (germà dels altres impressors Giovanni Antonio i Pietro Nicolini da Sabbio), «ad instantia di Miser Damian di Santa Maria a Spici». Les obres en grec demòtic impreses a la tipografia dels germans Nicolini da Sabbio constitueixen els primers testimonis de la impremta neogrega, els primers llibres en grec destinats a grecs de mitjana cultura. Són obres que s'imprimien perquè els grecs menys cultes poguessin fruir part d'aquell extraordinari patrimoni literari del que n'eren, sense saber-ho, hereus. Lukanis, com ell mateix afirma en el seu llibre, no du a terme una simple transposició d'una llengua a l'altra, del grec al grec, sinó que intervé per simplificar el poema. De les seves manifestacions sembla traslluïr-se que no es basà excliusivament en el text homèric, sinó que tingué a la vista l'obra de Constantí Hermoníac (segle xiv, que al seu torn prenia com a referència l'obra de Joan Tzetzes.